# Culicoides boliviensis
Culicoides boliviensis är en tvåvingeart som beskrevs av Gustavo R. Spinelli 1991. Culicoides boliviensis ingår i släktet Culicoides och familjen svidknott.
Artens utbredningsområde är Bolivia. Inga underarter finns listade i Catalogue of Life.